# Ліонель Кароль
Ліонель Кароль (фр. Lionel Carole, нар. 12 квітня 1991, Монтрей) — французький футболіст, захисник клубу «Страсбур».

## Клубна кар'єра
Народився 12 квітня 1991 року в місті Монтрей. Навчався футболу у ряді невеличких регіональних юнацьких командах, поки 2007 року не потрапив в академію «Нанта».
Незважаючи на те, що Кароль не мав професійний контракт, 17 серпня 2010 року він дебютував за «Нант» в матчі Ліги 2 проти «Евіана» (0:1). Всього до кінця року він взяв участь у 14 матчах чемпіонату.
14 січня 2011 було повідомлено французькими та португальськими ЗМІ, що Кароль перейде в португальську «Бенфіку» як заміна Фабіу Коентрау, так як гравець відмовився від підписання контракту з «Нантом» і вже підписав попередній контракт з «Бенфікою». 25 січня «Нант» підтвердив, що Кароль покинув клуб і підписав контракт на п'ять з половиною років з «Бенфікою». Французький клуб отримав 750 тис. євро за навчання гравця, а також 10 % від наступного трансферу. Проте у лісабонському клубі Ліонель закріпитись не зумів, зігравши лише у 6 матчах до кінця сезону.
Через це сезон 2011/12 Кароль провів на правах оренди у «Седані» в Лізі 2, де також не став основним гравцем. Після повернення до Португалії сезон 2012/13 провів за дубль лісабонців, де був основним гравцем команди, зігравши у 39 матчах Сегунди.
9 липня 2013 підписав контракт з «Труа» з Ліги 2, де провів наступні два сезони, причому в другому допоміг клубу зайняти 1 місце і вийти до французької еліти.
11 липня 2015 року приєднався до складу турецького «Галатасарая» за 1,5 млн євро і вже наступного місяця виграв з командою перший трофей — Суперкубок Туреччини, хоча на поле в тому матчі так і не вийшов. За два сезони відіграв за стамбульську команду 44 матчів  національному чемпіонаті.
У сезоні 2017/18 був відданий в оренду до «Севільї».
В серпні 2018 року підписав трирічний контракт з клубом «Страсбур». Французький клуб заплатив «Галатасараю» приблизно 600 тисяч євро.

## Виступи за збірні
2008 року дебютував у складі юнацької збірної Франції, взяв участь у 1 іграх на юнацькому рівні.
З 2010 року залучався до складу молодіжної збірної Франції, разом з якою брав участь у молодіжному чемпіонаті світу (U-20), зайнявши з командою 4 місце. На молодіжному рівні зіграв у 11 офіційних матчах.

## Досягнення
- Володар Кубка португальської ліги (1):

«Бенфіка»: 2010-11
- Володар Суперкубка Туреччини (2):

«Галатасарай»: 2015, 2016
- Володар Кубка Туреччини (1):

«Галатасарай»: 2015-16
- Володар Кубка французької ліги (1):

«Страсбур»: 2018-19